# آرامية سامرية
الآرامية السامرية إحدى لهجات اللغة الآرامية الغربية التي يستخدمها حاليًا علماء الدين السامريون في فلسطين بطقوسهم وبكتبهم المقدسة. ولكن لاينبغي أن يتم الخلط بينها وبين اللغة السامرية العبرية في الكتاب المقدس. لقد توقفت الآرامية السامرية على أنها لغة منطوقة بعض الوقت بين القرنين العاشر والثاني عشر، وهي تُكتب بالأبجدية السامرية.
ترتبط الآرامية السامرية (SA) ارتباطًا وثيقًا بنظيراتها الآرامية المسيحية الفلسطينية(CPA) والآرامية اليهودية الفلسطينية (JPA).
لقد تم كتابة أعمال هامة بهذه اللهجة بما فيها ترجمة أسفار موسى الخمسة في شكل ترجوم. هناك أيضًا نصوص طقوسية وقاونوية وتأويلية مكتوب بها على الرغم من أنها كُتبت لاحقًا باللغة العربية.